# 石川県道52号折戸飯田線
石川県道52号折戸飯田線（いしかわけんどう52ごう おりといいだせん）は、石川県珠洲市を通る県道（主要地方道）である。

## 概要
能登半島の先端部を北から南へ縦断する路線である。
起点は、日本海に面する珠洲市北部の折戸町。折戸川に沿って南下し、東山中町や正院町岡田などの山間部を越え、正院小路交差点で石川県道12号蛸島港線と交わる。その後、石川県道12号蛸島港線と重複して、終点に至る。

### 路線データ
- 起点：石川県珠洲市折戸町リ部1番地先（石川県道28号大谷狼煙飯田線交点）
- 終点：石川県珠洲市飯田町五部85番1地先（飯田町北交差点・国道249号交点）

## 歴史
- 1960年（昭和35年）10月15日：「石川県道折戸正院線」として路線認定。認定当時の終点は現在の珠洲市正院町にある正院本町交差点（現在の石川県道12号蛸島港線（石川県道28号大谷狼煙飯田線と重複）交点）までを路線認定。
- 1982年（昭和57年）4月1日 - 建設省から主要地方道に指定される[1]。
- 1982年（昭和57年）7月9日：「石川県道折戸正院線」から現在の路線名に名称変更。終点をすずなり西口交差点へ移動。
- 1993年（平成5年）5月11日 - 建設省から、県道折戸飯田線が折戸飯田線として主要地方道に再指定される[2]。
- 2015年（平成27年）3月 : 正院小路交差点から飯田町北交差点間を編入し、旧道を市道に降格。終点が現在の位置になる。

## 路線状況

### 重複区間
- 石川県道12号蛸島港線・石川県道28号大谷狼煙飯田線（珠洲市正院町・正院小路交差点 - 珠洲市飯田町・飯田町北交差点）

## 地理

### 通過する自治体
- 珠洲市

### 交差する道路
- 石川県道28号大谷狼煙飯田線（珠洲市折戸町、起点）
- 石川県道12号蛸島港線（石川県道28号大谷狼煙飯田線 重複）（珠洲市正院町・正院小路交差点）
- 国道249号（珠洲市飯田町・飯田町北交差点、終点）